# Дітмар Штюдеман
Дітмар Ґерхард Штюдеман (нім. Dietmar Gerhard Stüdemann, 20 жовтня 1941, Вельс, Верхняя Австрія, Третій Рейх — 23 серпня 2022, Берлін) — німецький дипломат, правник, економіст.

## Біографія
Народився 20 жовтня 1941 року в місті Вельсе Верхняя Австрія. Навчався в Університетах Майнця, Саарбрюккена, Парижа, Ленінграда (1962–1969), вивчав юристпруденцію, соціологію та славістику. Закінчив курси підготовки до вищої дипломатичної служби (1973–1974).
З 1974 по 1977 — співробітник Федерального міністерства закордонних справ ФРН.
З 1977 по 1981 — працював у посольстві ФРН в Москві, керівник відділу преси.
З 1981 по 1984 — працював у посольстві ФРН в Афінах.
З 1984 по 1986 — працював у Федеральному міністерстві закордонних справ ФРН.
З 1986 по 1988 — працював у посольстві ФРН у Відні, Австрія.
З 1988 по 1991 — працював у Федеральному міністерстві закордонних справ ФРН.
З 1991 по 1997 — працював у посольстві ФРН у Росії, керівник політичного відділу.
З 1997 по 1998 — працював у Федеральному міністерстві закордонних справ ФРН, керівник відділу в економічному департаменті.
З 1998 по 2000 — працював у Федеральному міністерстві закордонних справ ФРН, керівник відділу в політичному департаменті.
З 20.09.2000 по 2006 — Надзвичайний і Повноважний Посол ФРН в Києві, Україні.
У 2006–2007 роках — радник Президента України, подав у відставку за власним бажанням. Нині — старший радник Deutsche Bank.
З 11 липня 2019 — Почесний Канцлер Українсько-Американського Університету Конкордія [Архівовано 12 липня 2019 у Wayback Machine.] (WIUU).
Помер 23 серпня 2022 року у Берліні.